# وحدة جبال الألب
وحدة جبال الألب هي وحدة احتياط خاصة تعمل تحت القيادة الشمالية في الجيش الإسرائيلي وهدفها هو القتال في ظروف جوية متطرفة وعند سقوط الثلج في جبل الشيخ، وفي منطقة الحدود الشمالية بين إسرائيل ولبنان وسوريا.

تنفّذ هذه الوحدة الخاصة تدريبات دفاعية، هجومية وإطلاق نار خلال الحركة السريعة من خلال التزلّج بمعدّات تزلّج متقدّمة، مع استخدام دراجات تزلّج و «كاسحات ثلج» خاصة.

## المهام
تعمل بشكل أساسيّ على حماية جبل الشيخ من هجمات مفاجئة من قبل السوريين . يرتدي الجنود سترات بيضاء ويتدرّبون في سويسرا.

منطقة جبل الشيخ هي منطقة صعبة جدا لتنفيذ العمليات - سواء بسبب ظروف المنطقة القاسية ذات الأماكن المرتفعة، البرد والثلج في بعض أيام السنة، أو بسبب حساسيتها التكتيكية العالية.

عندما يبدأ الثلج بالسقوط، تماما في هذه الفترة، تتحول المنطقة الجبلية في شمال إسرائيل إلى صعبة جدا من حيث السيطرة القتالية والمراقبة بسبب الضباب،

الثلج، الشتاء ودرجات الحرارة المتطرّفة، وانسداد طرق الوصول، وبشكل عام يصبح من الصعب أكثر العمل في تلك المنطقة.ولذلك أقيمت وحدة جبال الألب - بهدف حماية منطقة جبل الشيخ، التي بات الكثيرون يسمّونها «أعين الدولة». ينتشر مقاتلو الوحدة، التي تعمل على الردّ على الهجمات الفجائية، في المنطقة عند سقوط الثلج. في سائر الوقت يشاركون في تدريبات قتالية حصرية، وخصوصا التدريبات في بيئة ثلجية. يشمل ذلك أيضا رحلات متكرّرة إلى منطقة جبال الألب في سويسرا، وهي حقيقة تجعل وحدة جبال الألب وحدة مرغوبًا فيها بشكل خاصّ، وتساهم بشكل كبير في هيبة جنود الاحتياط.

## التأسيس

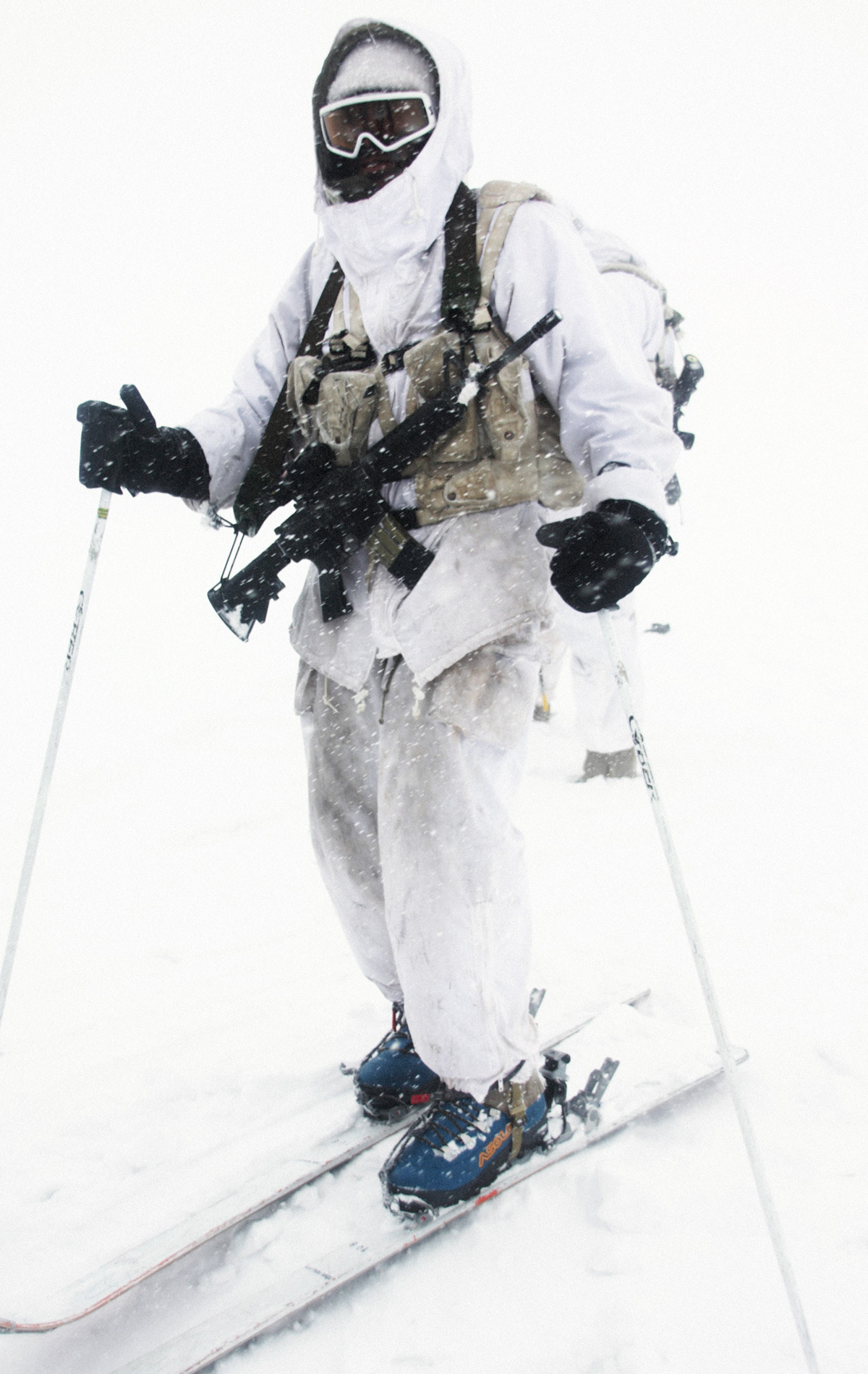
احد اعضاء وحدة جبال الألب

أقيمت وحدة جبال الألب عقب الاستنتاجات التي تم التوصل إليها في حرب تشرين. عرضت الحرب أمام الجيش إشكالية القتال في منطقة جبل الشيخ المرتفعة وصعبة التسلّق، ناهيك عن ظروف الطقس القاسية. جمع الجيش الإسرائيلي مقاتلين نظاميين من وحدة إيجوز ومن لواء جولاني، وصنفهم بعد اجتياز اختبارات اللياقة البدنية، البقاء على قيد الحياة وتحديد المواقع، مشكلا فرق المقاتلين الأولى في وحدة جبال الألب.

حدث التحدّي العسكري الأول الذي واجهته وحدة جبال الألب في نيسان 1974. كُلّفت وحدة جبال الألب احتلال جبل الشيخ، على ارتفاع أكثر من 2,800 متر. صعدت قوة مؤلفة من ستين مقاتلا، إلى القمة، حيث التقى الجنود فيها بمقاتلي الكوماندوس السوري ودارت بينهم معركة قاسية، انتهت باحتلال قمّة جبل الشيخ من قبل الجيش الإسرائيلي. بعد احتلال قمة جبل الشيخ، نقلت إسرائيل السيطرة والرقابة عليه إلى الأمم المتحدة.

بعد المعركة، التي أصيب فيها نصف المقاتلين، تفككت وحدة جبال الألب. عام 1978 كشف الجيش الإسرائيلي معلومات استخباراتية بحسبها فإنّ السوريين يريدون محاولة احتلال جبل الشيخ، عقب ذلك تمت دعوة مقاتلي الوحدة، هذه المرة كجنود احتياط، لتشكيلها مجدّدا. لم يُنفذ هجوم سوري، ولكن تقرّر إبقاء وحدة جبال الألب كوحدة احتياط.

## التدريب
يشمل تدريب جنود الاحتياط، وهم مقاتلون مدرّبون في السابق، مراحل عديدة ومتنوّعة مع التركيز على العمل في الثلج والذي يشمل تحديد المواقع، التمويه، الإنقاذ، التنقل في الثلج، البقاء على قيد الحياة، استخدام أسلحة مخصّصة، إطلاق النار، والقتال في ظروف قاسية، وغير ذلك. وبالإضافة إلى ذلك، بطبيعة الحال، تُقام تدريبات استكمالية مختلفة خارج البلاد، وبشكل أساسي في قمم جبال الألب في سويسرا.

## التجهيزات
يستخدم مقاتلو الوحدة كاسحات الثلج ودراجات التزلّج و يرتدي افراد هذه الوحدة سترات بيضاء وأحذية خاصة بالثلج.

تشمل معداتهم القياسية بنادق إم-4 القصيرة الهجومية ، وبندقية تافور تار-21 الإسرائيلية الجديدة ، ومدفع رشاش خفيف من طراز النقب وبنادق قنص ، معظمها M24 و SR-25.

يمتلك أعضاء الوحدة أجهزة اتصالات حديثة ومتطوره مع اجهزة ملاحة بواسطة GPS.